# Burray

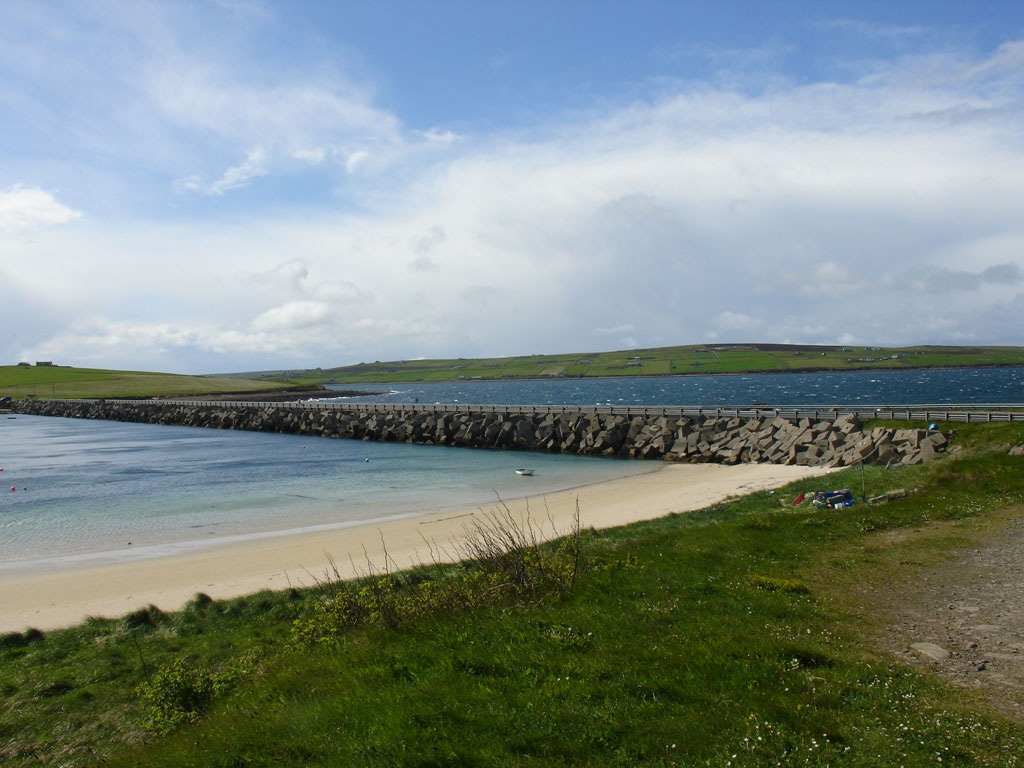
Churchill Barrier 3 som förbinder Glimps Holm och Burray.

Burray är en ö i den skotska ögruppen Orkneyöarna. Den är sammankopplad med South Ronaldsay och Mainland via Glimps Holm, Lambs Holm och av Churchill Barriers. Den har en area på 9,03 km².
Huvudorten på Burray är Burray Village, som tidigare var en fiskeort och där de flesta av öns 445 invånare bor (2022).
På Burray finns ett fossilmuseum.
1. ↑  ”Island Dashboard by RESAS - Infogram” (på engelska). infogram.com. https://infogram.com/1pl6y95m7p3022iqpv1mkdevrrczq6e5x59. Läst 7 augusti 2025.
2. ↑  ”Orkney Fossil and Heritage Centre, Burray, Orkney.” (på brittisk engelska). Orkney Fossil and Heritage Centre. https://www.orkneyfossilcentre.co.uk/. Läst 7 augusti 2025.